# Conus flamingo

Conus flamingo é uma espécie de gastrópode do gênero Conus, pertencente à família Conidae.